# Arrondissement di Croix-des-Bouquets
L'arrondissement di Croix-des-Bouquets è un arrondissement di Haiti facente parte del dipartimento dell'Ovest. Il capoluogo è Croix-des-Bouquets.

## Geografia antropica

### Suddivisioni amministrative
L'arrondissement di Croix-des-Bouquets comprende 5 comuni:
- Croix-des-Bouquets
- Cornillon
- Fonds-Verrettes
- Ganthier
- Thomazeau